# Димаев, Саид Умарович
Саи́д (Сайд-Эми́н) Ума́рович Дима́ев (24 августа 1939, Грозный — 28 марта 2005 или 29 марта 2005, Грозный) — чеченский музыкант, композитор, дирижёр, член Союза композиторов России, заместитель министра культуры Чечено-Ингушской АССР (1986—1991 годы), советник по вопросам культуры и искусства Главы Чеченской Республики (1994—1995 годы), сын Умара Димаева.

## Биография
Родился в Грозном 24 августа 1939 года в семье известного чеченского музыканта Умара Димаева.
В 1957 году поступил в Чечено-Ингушское музыкальное училище на композиторское отделение в класс Заслуженного деятеля искусств СССР, доцента Л. М. Шаргородского и в 1963 году окончил его как композитор-теоретик. В том же году поступил на музыкально-теоретическое отделение Московского государственного музыкально-педагогического института им. Гнесиных, но впоследствии перевёлся на композиторское отделение. Занимался композицией в классе профессора Олега Константиновича Эйгеса. Посещал мастер-класс выдающегося советского композитора Арама Ильича Хачатуряна.
По окончании института в 1968 году два года работал преподавателем музыкально-теоретических дисциплин, а также преподавал полифонию, гармонию и анализ формы в Грозненском музыкальном училище.
В 1970 году Саид Димаев стал художественным руководителем Государственной Чечено-Ингушской филармонии. При его участии были созданы национальные фольклорные и эстрадные коллективы ансамбль «Зама», группа «Весёлый час», детский коллектив «Звезды» и другие. Был одним из организаторов гастролей известных советских исполнителей эстрадного и классического музыкального искусства: группы «Веселые ребята» под руководством Павла Слободкина, Аллы Пугачёвой, известного виолончелиста Леонида Грача, группы «Ариэль», симфонического оркестра Северной Осетии под руководством Павла Ядыха и многих других.
Впоследствии стал главным дирижёром и художественным руководителем оркестра народных инструментов Госкомитета Чечено-Ингушской АССР по телевидению и радиовещанию.
Работал в самых разных жанрах: песни, романсы, симфонические и камерные произведения, оркестровые сюиты. Также создавал музыку к кинофильмам, театральным постановкам, писал вариации народных мелодий, написал произведения, полностью охватывающие музыкальное воспитание на национальной основе, начиная с детского сада и завершая репертуаром для музыкального училища.
В 1980—1983 годах был главным дирижёром и художественным руководителем оркестра народных инструментов Госкомитета ЧИАССР по телевидению и радиовещанию. В 1983—1986 годах преподаватель Чечено-Ингушского музыкально-педагогического училища. В 1986—1991 годах — заместитель министра культуры Чечено-Ингушской Республики. В 1994—1995 годах — советник по вопросам культуры и искусства Главы Чеченской Республики.
Был членом Союза композиторов РФ. Его произведения исполнялись оркестрами Москвы, Владикавказа, Грозного, Тбилиси. «Детский альбом» Саида Димаева был оценён Союзом композиторов РФ как выдающийся вклад в развитие музыкальной культуры.
Являлся членом секции Союза композиторов Российской Федерации по художественному и эстетическому воспитанию детей и юношества. Ежегодно участвовал в фестивале «Композиторы России — детям», где принимал непосредственное участие как композитор, выступая в Москве и разных городах России и СНГ. Участвовал в фестивалях «Московская осень», имел авторские вечера в Республике Северная Осетия-Алания, Кабардино-Балкарской Республике.
Его произведения находятся в репертуаре известных московских солистов и ансамблей, таких как «Ансамбль солистов» оркестра народных инструментов под руководством Николая Некрасова, пианистки, Заслуженной артистки РФ Татьяны Рубиной, скрипачки, Заслуженной артистки РФ Леоноры Дмитерко, солистки-вокалистки Москонцерта Надежды Дарьиной, Народного артиста Чечено-Ингушской АССР, лауреата всесоюзных и международных конкурсов, оперного певца Мовсара Минцаева и других.

## Семья
Отец Умар Димаев, известный чеченский музыкант и композитор, Народный артист Чечено-Ингушской АССР.
Брат Мутуш Димаев, сестра — Айна Димаева. Брат Али Димаев, музыкант и композитор. Брат Амарбек Димаев, пианист.
Супруга — Димаева Фатима Вахаевна, кандидат философских наук, автор проекта «Вертикаль власти». Дочь Алита Сайд-Эминовна, пианистка, преподаватель музыки. Сын Димаев Арби Сайд-Эминович, окончил РАТИ-ГИТИС, по специальности «менеджер сценических искусств, продюсер».

## Произведения
- Концерт для фортепиано с оркестром.
- Оратория «Время действовать» для хора, солистов и большого симфонического оркестра.
- Симфония-концерт с солирующей трубой в финале для симфонического оркестра.
- Симфоническая поэма «Сестра милосердия»
- Рапсодия для симфонического оркестра с солирующей национальной гармоникой.
- Две сюиты из музыки к трагедии Шекспира «Отелло»
- Сюита для духовых инструментов симфонического оркестра.
- Элегия для скрипки и фортепиано.
- Музыка к спектаклю «Отелло»
- Музыка к спектаклю «Из тьмы веков» — Идрис Базоркин.
- Музыка к спектаклю «Имам Шамиль» — Абузар Айдамиров.
- Музыка к спектаклю «Бессмертные» — Абдул-Хамид Хамидов.
- Музыка к спектаклю «Радуга зимой» — Михаил Рощин.
- Фортепианные прелюдии, вариации
- Концертные пьесы
- Романсы
- Песни
- Балет «Хаджи-Мурат» (не окончен)

## Награды
- Благодарность Министра культуры и массовых коммуникаций Российской Федерации (11 августа 2004 года) — за плодотворную деятельность в области воссоздания, становления и развития культуры и искусства Чеченской Республики[1].